# Villa Del Lupo

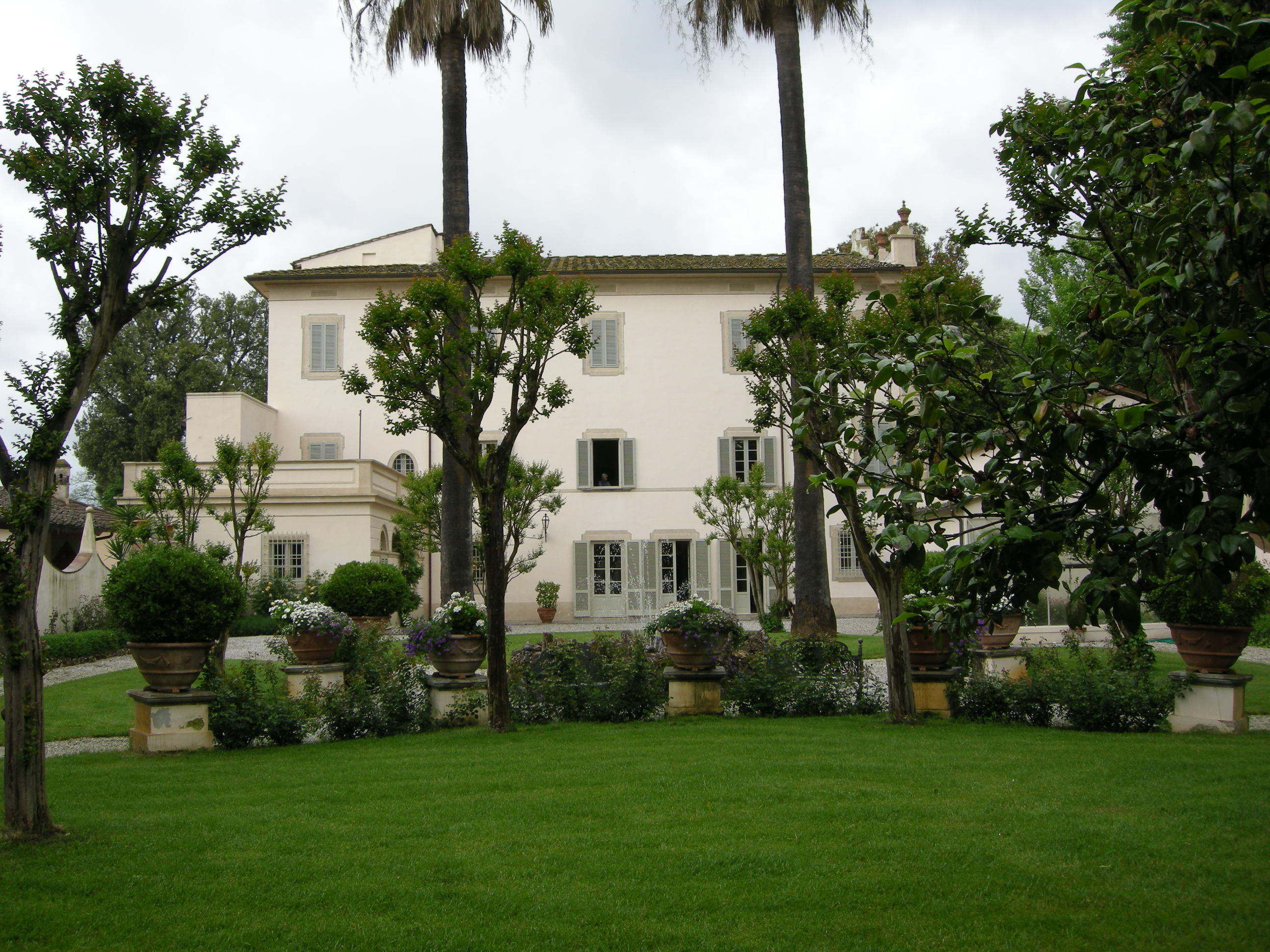
Villa Del Lupo vista dal giardino

Villa Del Lupo si trova ad Arena Metato nel comune di San Giuliano Terme, in via San Giovanni 59 - Arena Pisana

## Storia e descrizione
La villa di Arena Pisana risale alla fine del XVIII secolo, costruita forse dall'architetto Alessandro Gherardesca, professore all'Accademia di Belle Arti di Pisa, su commissione di un abate della famiglia pisana dei Del Lupo. Nel 1964 venne scelta come set per alcune scene del film Una Rolls-Royce gialla di Anthony Asquith, con Alain Delon e Ingrid Bergman. La famiglia ha abitato la villa fino al 1975, dopodiché visse venticinque anni di grave abbandono, fino al 2000, quando fu interessata da un capillare lavoro di restauro.
Originale fu la copertura a finte balconate, mentre il prospetto mostra aperture simmetriche, con un grande stemma in terracotta sulla sommità. All'interno i piani terra e primo sono organizzati attorno a una sala centrale, con lo stesso motivo della serliana. Gli affreschi che decorano le varie sale e salette furono realizzati in periodi successivi e vanno dalle figure mitologiche nello stile sobrio di Luigi Catani, alle fantasie a stencil ottocentesche, fino alle fantasie floreali dello stile Liberty.
Il giardino presenta una struttura neoclassica con un grande emiciclo circondato da colonnette e con palmizi al centro davanti al prospetto principale della villa, mentre verso sud si apre un giardino murato all'italiana (giardino segreto), dove si trova anche una cappellina (del 1803) e una limonaia con un'apertura caratterizzata da colonne. Sul retro si apre poi un parco romantico all'inglese.
Oggi la villa è destinata a diventare un residence.